# Torpedo blu/C'era una volta un clan
Torpedo blu/C'era una volta un clan è un singolo del cantautore Giorgio Gaber, pubblicato nel 1968.

## Descrizione
L'auto che dà il titolo alla canzone Torpedo blu è un modello nato in Francia nel 1906. Il modello Torpedo è stato il più diffuso per le auto di lusso fino a tutti gli anni '30. 
Caratterizzate dalla carrozzeria scoperta e dalla linea guizzante, le Torpedo sono state il mezzo di locomozione preferito di Filippo Tommaso Marinetti e dei gangster della Chicago degli anni ruggenti.. Il testo di Leo Chiosso riecheggia le atmosfere americane, come già accaduto con i testi scritti dallo stesso Chiosso per le canzoni di Fred Buscaglione; in questo caso vengono citati il bandito Al Capone e l'attrice Jean Harlow.
Il brano sul retro è il racconto in musica delle vicende del Clan Celentano, che proprio in quel periodo viveva un periodo difficoltà dovuto alla citazione in giudizio di Don Backy. 
Entrambe le canzoni vennero inserite nell'album Sai com'è

## Tracce
LATO A
1. Torpedo blu (testo: Leo Chiosso – musica: Giorgio Gaber)

LATO B
1. C'era una volta un clan (Giorgio Gaber)